# Comuna Agronomovca, Ungheni
Comuna Agronomovca este o comună din raionul Ungheni, Republica Moldova. Este formată din satele Agronomovca (sat-reședință), Negurenii Noi și Zăzulenii Noi.

## Demografie
Conform datelor recensământului din 2014, comuna are o populație de 1.000 de locuitori. La recensământul din 2004 erau 1.234 de locuitori.

## Administrație și politică
Componența Consiliului local Agronomovca (9 consilieri), ales la 5 noiembrie 2023, este următoarea:
|  | Partid                                       | Consilieri | Componență | Componență | Componență | Componență | Componență | Componență | Componență | Componență |
|  | -------------------------------------------- | ---------- | ---------- | ---------- | ---------- | ---------- | ---------- | ---------- | ---------- | ---------- |
|  | Partidul Socialiștilor din Republica Moldova | 8          |            |            |            |            |            |            |            |            |
|  | Partidul Comuniștilor din Republica Moldova  | 1          |            |            |            |            |            |            |            |            |